# Боазмон (Ер)
Боазмон (фр. Boisemont) насеље је и општина у северној Француској у региону Горња Нормандија, у департману Ер која припада префектури Andelys.
По подацима из 2011. године у општини је живело 770 становника, а густина насељености је износила 58,25 становника/km². Општина се простире на површини од 13,22 km². Налази се на средњој надморској висини од 148 метара (максималној 156 m, а минималној 90 m).

## Демографија
| 1962. | 1968. | 1975. | 1982. | 1990. | 1999. | 2011. |
| ----- | ----- | ----- | ----- | ----- | ----- | ----- |
| 460   | 510   | 415   | 451   | 621   | 680   | 770   |

График промене броја становника у току последњих година